# Agonopterix mutatella
Agonopterix mutatella is een vlinder uit de familie grasmineermotten (Elachistidae). De wetenschappelijke naam is voor het eerst geldig gepubliceerd in 1989 door Hannemann.
De soort komt voor in Europa.